# Stora Bjälkarps naturreservat
Stora Bjälkarps naturreservat är ett naturreservat i Östra Göinge kommun i Skåne län.
Området är naturskyddat sedan 2019 och är 30 hektar stort. Reservatet ligger vid sjön Tydingens nordöstra strand, nordväst om Broby och består av främst bokskog men har även inslag av sumpskog och gran. 